# Aconitum kashmiricum
Aconitum kashmiricum är en ranunkelväxtart som beskrevs av Otto Stapf och Coventry. Aconitum kashmiricum ingår i släktet stormhattar, och familjen ranunkelväxter. Inga underarter finns listade i Catalogue of Life.